# Volker Hess
Volker Hess (* 9. Januar 1962 in Peiting) ist ein deutscher Mediziner. Er ist Professor für Geschichte der Medizin und Ethik in der Medizin an der Charité in Berlin und Direktor am dort angesiedelten Institut für Geschichte der Medizin und Ethik in der Medizin der Charité.

## Werdegang
Hess studierte Humanmedizin und Philosophie an den Universitäten Berlin und Konstanz. 1992 promovierte wurde er mit einer Arbeit über die medizinische Semiotik  promoviert. Am 1. Oktober 1992 wurde Hess wissenschaftlicher Mitarbeiter am Institut für Geschichte der Medizin der Freien Universität und habilitierte 1999 im Fach Geschichte und Theorie der Medizin. Im Sommer 2003 folgte der Ruf auf den Lehrstuhl für Geschichte der Medizin an der Humboldt-Universität (Nachfolge Peter Schneck). Seit Sommer 2004 ist Volker Hess Direktor des Instituts.

## Wissenschaftliche Arbeit
Hess ist Autor zahlreicher Originalarbeiten in Zeitschriften und Sammelbänden sowie Verfasser mehrerer Monographien und Lehrbuchtexte. Zu seinen Forschungsschwerpunkten gehören die Geschichte medizinischer Praktiken und Techniken im 19. und 20. Jahrhundert, die Geschichte biologischer Arzneimittel und Arzneimittelregulation sowie die Kulturgeschichte der Psychiatrie. Hess beschäftigte sich mit der klinischen Arzneimittelforschung in der DDR oder der Geschichte von Krankenakten, Lepraschauzettel und Impfbescheinigungen, forensischen Gutachten und fachärztlichen Expertisen.

## Fachgesellschaften, Herausgeber
Hess ist
- seit 2006 Vorsitzender des Vereins für die Geschichte der Psychiatrie in Berlin
- seit 2004 Vorsitzender der Berliner Gesellschaft für Geschichte der Medizin
- seit März 2008 Chair des von der European Science Foundation geförderten Research Networking Programme „DRUGS“
- Mitherausgeber von 2014 bis 2017 von Isis. Published by the University of Chicago Press on behalf of the History of Science Society
- Medizinhistorisches Journal. Medicine and the Life Sciences in History. Mitherausgeber seit Januar 2014.
- Schriften-Reihe zur Medizin-Geschichte bei der Brandenburgischen Historischen Kommission. Hrsg. Thomas Beddies, Volker Hess und Kristina Hübener. Bebra-Verlag, Berlin
- Abhandlungen zur Geschichte der Medizin und der Naturwissenschaften (Schriftenreihe). Hrsg. Johanna Bleker und Volker Hess. Matthiesen, Husum
- GenderCodes. Transkriptionen zwischen Wissen und Geschlecht (Schriftenreihe). Hrsg. Christina von von Braun, Volker Hess und Inge Stephan. Transcript, Bielefeld.